# 馬克·普羅迪澤爾
馬克·普羅迪澤爾（英語：Mark Plotyczer；1987年2月19日—）是一位英國排球運動員。他出生在巴西城市里約熱內盧。他代表英國參加了2012年倫敦奧運會的排球比賽。